# Minnesota Correctional Facility – Stillwater
Die Minnesota Correction Facility – Stillwater (MCF-STW) ist ein Staatsgefängnis im US-amerikanischen Bundesstaat Minnesota.

## Geschichte
1848 fanden in Stillwater die Verhandlungen über die Gründung des Staates Minnesota statt. Nachdem ein Jahr später das Minnesota-Territorium gegründet worden war, wurde 1853 in Stillwater das Territorialgefängnis von Minnesota  eröffnet.
Das heutige Gefängnis wurde im Jahre 1914 erbaut und steht in Bayport im Washington County, 5 Kilometer südlich des ursprünglichen Standorts. Es beherbergt 1.600 Gefangene in sieben verschiedenen Bereichen.
In einem Bereich gibt es Gefängniswirtschaftsbetriebe, Ausbildungsprogramme und Kunsterziehung für Strafgefangene.
Das Gefängnis ist während seiner Geschichte mehrmals renoviert und erneuert worden. 2008 versuchten drei Gefangene durch einen Tunnel zu fliehen, was vereitelt werden konnte.
Im Spielfilm Fargo wird das Gefängnis erwähnt.
Frank Elli, Autor des Buches „The Riot“, war ein berühmter Insasse.